# Evelyne Gebhardt

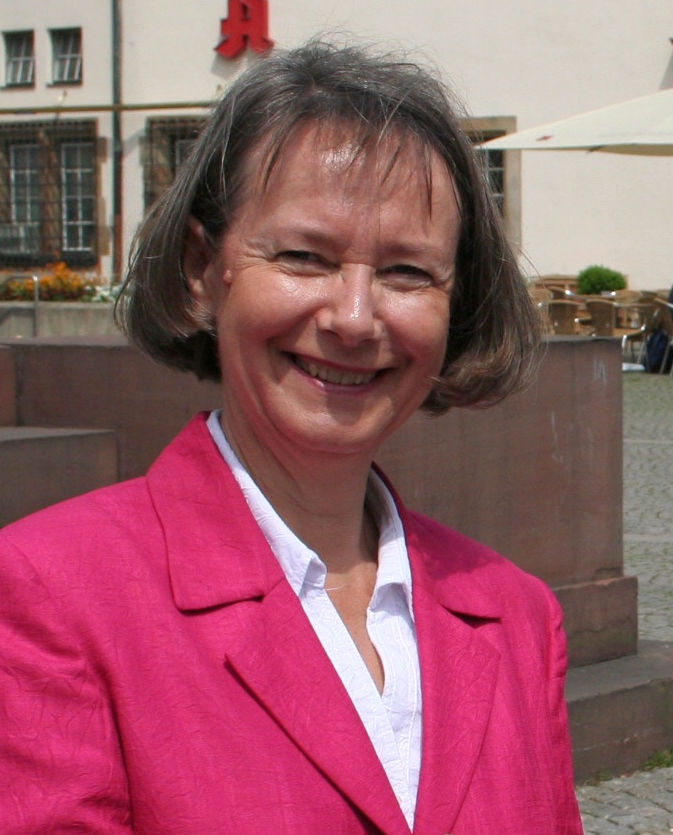
Evelyne Gebhardt (2009)

Evelyne Gebhardt este un om politic german, membru al Parlamentului European în perioada 1999-2004 din partea Germaniei.
1. ↑  Evelyne Gebhardt, Česko-Slovenská filmová databáze
2. ↑  Deputații în Parlamentul European
3. ↑   https://www.evelyne-gebhardt.eu/en/person.html, accesat în 25 mai 2021 Lipsește sau este vid: |title= (ajutor)